# Sudipen
Sudipen é um município de  quarta classe de renda municipal (d) na província La Union, nas Filipinas. De acordo com o censo de 1 de maio  de  2020 possui uma população de 17 187 pessoas e 4 238 domicílios.